# Supercoupe d'Argentine de football
La Supercoupe d'Argentine de football (en espagnol : Supercopa Argentina de fútbol) est une compétition argentine de football créée en 2012 et organisée par l'Association du football argentin (AFA). 
Elle oppose lors d'un match unique le vainqueur de la « super finale » entre les deux vainqueurs de la dernière saison du championnat d'Argentine et le vainqueur de la Coupe d'Argentine.
Depuis 2012 elle oppose le champion d'Argentine au vainqueur de la Coupe d'argentine[réf. nécessaire].

## Palmarès
| Date                        | Édition | Vainqueur              | Résultat      | Finaliste               | Stade                                              |
| --------------------------- | ------- | ---------------------- | ------------- | ----------------------- | -------------------------------------------------- |
| 7 novembre 2012             | 2012    | Arsenal                | 0-0 (4-3) tab | Boca Juniors            | Stade du Bicentenario, Catamarca                   |
| 31 janvier 2014             | 2013    | Vélez Sarsfield        | 1-0           | Arsenal                 | Stade de Juan Gilberto Funes, San Luis             |
| 25 avril 2015               | 2014    | Huracán                | 1-0           | River Plate             | Stade du Bicentenario, San Juan                    |
| 4 février 2016              | 2015    | San Lorenzo de Almagro | 4-0           | Boca Juniors            | Stade Mario Alberto Kempes, Córdoba                |
| 10 février 2017             | 2016    | Lanús                  | 3-0           | River Plate             | Stade Ciudad de La Plata, La Plata                 |
| 14 mars 2018                | 2017    | River Plate            | 2-0           | Boca Juniors            | Stade Malvinas-Argentinas, Mendoza                 |
| 2 mai 2019                  | 2018    | Boca Juniors           | 0-0 (6-5) tab | Rosario Central         | Stade Malvinas-Argentinas, Mendoza                 |
| 4 mars 2021                 | 2019    | River Plate            | 5-0           | Racing                  | Stade Único Madre de Ciudades, Santiago del Estero |
| Non disputé en 2020 et 2021 |         |                        |               |                         |                                                    |
| 1 mars 2023                 | 2022    | Boca Juniors           | 3-0           | Patronato               | Stade Único Madre de Ciudades, Santiago del Estero |
| 13 mars 2024                | 2023    | River Plate            | 2-1           | Estudiantes de La Plata | Stade Mario Alberto Kempes, Córdoba                |

## Bilan
| Club                    | Victoires | Finaliste | Éditions remportées | Éditions perdues  |
| ----------------------- | --------- | --------- | ------------------- | ----------------- |
| River Plate             | 3         | 2         | 2017, 2019, 2023    | 2014, 2016        |
| Boca Juniors            | 2         | 3         | 2018, 2022          | 2012, 2015, 2017, |
| Arsenal                 | 1         | 1         | 2012                | 2013              |
| Vélez Sarsfield         | 1         | –         | 2013                | –                 |
| CA Huracán              | 1         | –         | 2014                | –                 |
| San Lorenzo             | 1         | –         | 2015                | –                 |
| Lanús                   | 1         | –         | 2016                | –                 |
| Rosario Central         | –         | 1         | –                   | 2018              |
| Racing Club             | –         | 1         | –                   | 2019              |
| Patronato               | –         | 1         | –                   | 2022              |
| Estudiantes de La Plata | –         | 1         | –                   | 2023              |